# Provincia di Yagha
La provincia di Yagha è una delle 45 province del Burkina Faso, situata nella regione del Sahel. Il capoluogo è Sebba.

## Struttura della provincia
La provincia di Yagha comprende 6 dipartimenti, di cui 1 città e 5 comuni:

### Città
- Sebba

### Comuni
- Boundoré
- Mansila
- Solhan
- Tankougounadié
- Titabé